# Joachim Maaß (Heimatforscher)
Joachim Maaß (* 9. Februar 1844 in Groß Siemz; † 20. Februar 1921 in Lübeck) war ein deutscher Lehrer und Heimatforscher.

## Leben
Nach dem Besuch des Lehrerseminars in Mirow wurde er zunächst Hilfslehrer in Selmsdorf und dann Lehrer in Rupensdorf bei Schönberg (Mecklenburg). Danach war er Bezirksschullehrer in der lübeckischen Exklave Kurau und dann in Schlutup. Wie bei Lehrern seinerzeit üblich, war er nebenamtlich als Organist tätig. In Schlutup war der Lehrer zugleich traditionell Schriftführer des Amtes der Fischer.

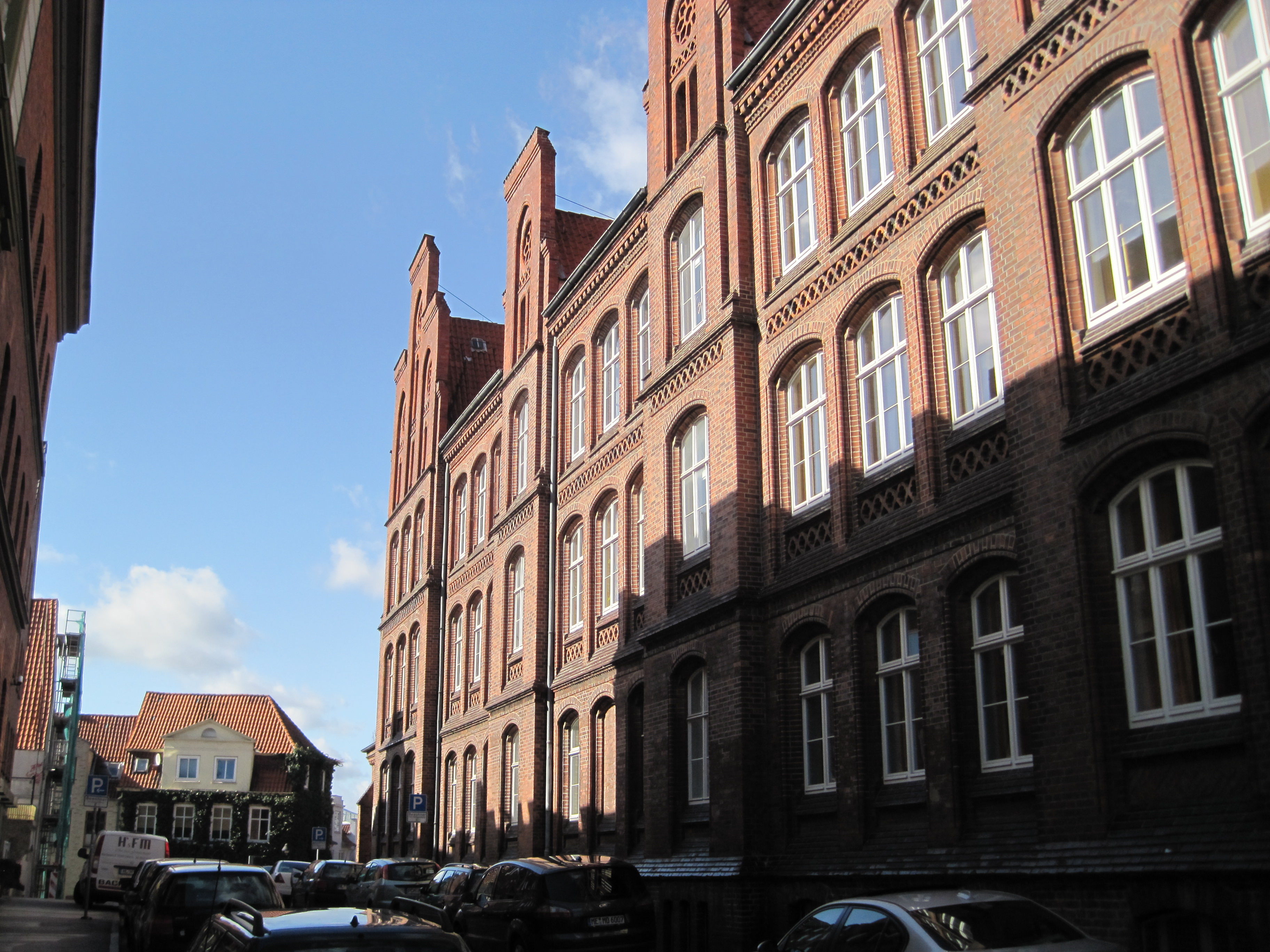
Burgschule, Hinter der Burg in Lübeck

1896 wurde er zum Hauptlehrer (Rektor) der Burg-Knabenschule in Lübeck berufen. 1907 war er Vorsitzender der Hauptlehrer-Konferenz in der Freien und Hansestadt Lübeck.
Maaß sammelte Sagen und Schilderungen alter Volksbräuche. Er verfasste verschiedene Beiträge zu volkskundlichen Sammlungen von Richard Wossidlo sowie für die Mitteilungen des Heimatbundes Ratzeburg.
Er war verheiratet mit der Volkskundlerin Helene, geb. Bohn (1848–1931). Ein Sohn des Paares, Heinrich Maaß (* 4. März 1871 in Rupensdorf), war von 1910 bis 1938 Rektor und Organist in Lübeck-Kücknitz. Ein weiterer Sohn, Gerhard Maaß, wurde ebenfalls Lehrer in Lübeck und leitete in den 1920er Jahren den Domchor.

## Schriften
- Fischer-Krugtag zu Schlutup. In: Die Heimat. Monatsschrift des Vereins zur Pflege der Natur- und Landeskunde in Schleswig-Holstein, Hamburg und Lübeck. Bd. 7 (1897), Heft 4, April 1897, S. 80–84 (Digitalisat).
- Köst (Hochtied). In: Bilder aus dem Volksleben des Ratzeburger Landes. Band 1, 1920
- Alte Kinderspiele. In: Bilder aus dem Volksleben des Ratzeburger Landes. Band 2, 1922